# Orlando (Film)
Orlando ist ein Filmdrama aus dem Jahr 1992. Regie bei dieser europäischen Koproduktion führte Sally Potter, die auch die Musik mitkomponierte und anhand des Romans Orlando von Virginia Woolf (1928) das Drehbuch schrieb.

## Handlung
Orlando, ein junger, androgyner Edelmann und ein Dichter, lebt zur Zeit der Königin Elisabeth I., deren Gunst er gewinnt.
Kurz vor ihrem Tod im Jahr 1603, ruft sie ihn an ihr Totenbett. Sie verspricht ihm einen großen Landsitz, der immer im Besitz seiner Erben bleiben soll, sowie eine großzügige Summe Geld, und sie stellt folgende Bedingung: „Stirb nicht. Welke nicht dahin. Werde nicht alt.“ Orlando nimmt das Geschenk an, lebt lange alleine in seinem Schloss und beschäftigt sich mit Dichtung und Kunst. Der Versuch, mit einem berühmten Poeten Kontakt aufzunehmen, schlägt fehl, nachdem dieser Orlandos Verse lächerlich gemacht hat. Er erhält eine Stellung als Botschafter und reist nach Konstantinopel, die Hauptstadt des Osmanischen Reichs, gerät in einen Aufruhr, kommt dabei fast ums Leben und wird bewusstlos. Eine Woche später kommt er wieder zu Bewusstsein und merkt, dass er eine Frau geworden ist. Er/sie nennt sich ab jetzt Lady Orlando.
In England werden ihre Rechte an dem Landsitz juristisch angefochten, da Orlando, der Mann, als der rechtmäßige Besitzer gilt. Orlando verliert ihren Besitz, die Jahre vergehen, sie hat Pech in der Liebe und beginnt dann eine Beziehung mit dem Kapitän Shelmerdine. Die Handlung endet im 20. Jahrhundert. Orlando hat jetzt eine Tochter, die die Welt um sich herum filmt, während Orlando zuschaut. Sie sitzt unter dem Eichenbaum, von dem das Gedicht handelt, an dem sie ihr Leben lang gearbeitet hat. Das Buch ist vollendet und sie sucht nun einen Verleger, der es veröffentlichen wird.

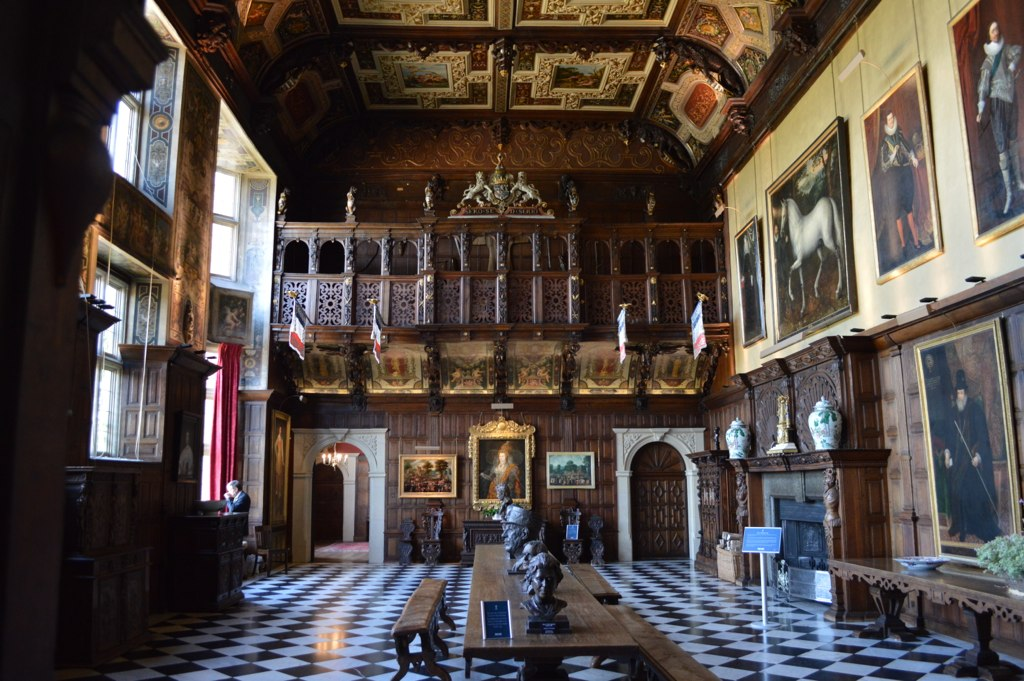
Die Große Halle in Hatfield House

## Form
Der Film wird unterbrochen durch sieben Zwischentitel: 1600-death; 1610-love; 1650-poetry; 1700-politics; 1750-society; 1850-sex; birth. Orlando durchbricht insgesamt viermal die Vierte Wand, d. h. er/sie wendet sich direkt an das Publikum: Wir schauen Orlando an, und er schaut und spricht uns an.

## Produktion
Die Finanzierung des Films gestaltete sich schwierig, da die Verfilmung von Virginia Woolfs Buch allgemein für nicht möglich gehalten wurde. Daraufhin steckte Potter Tilda Swinton in historische Kostüme, ließ sie an historischen Orten fotografieren und schickte ein mit diesen Bildern üppig ausgestattetes Storyboard, Auflage 100 Stück, an potentielle Geldgeber. Über dieses „Crowdfunding“ kam das nötige Geld zusammen.
Die Produktion des Films übernahm Christopher Sheppard. Sheppard war Inhaber der Produktionsfirma Adventure Pictures, die in erster Linie Dokumentarfilme produzierte, auf Low-Budget-Filme spezialisiert war und an der seit 1990 Sally Potter beteiligt war. Der erste Spielfilm der Firma war „Orlando“.
Die Produktionskosten betrugen 6,5 Millionen £. Der Film spielte international 5,319,445 $ ein.

### Drehbuch
Sally Potter, die den Roman schon als Teenager gelesen hatte, hatte bereits 1987 ein erstes Treatment für einen Film geschrieben. Sally Potter und Tilda Swinton begannen ihr gemeinsames Projekt, den Roman zu verfilmen, bevor überhaupt ein fertiges Drehbuch für den Film vorlag. Ihre Zusammenarbeit dauerte fünf Jahre, bis mit dem Drehen des Films angefangen wurde.

### Casting
Die Titelrolle spielte Tilda Swinton, die maßgeblich an der Entstehung des Films beteiligt war.
Die Rolle von Königin Elisabeth wurde mit dem 84-jährigen Quentin Crisp, einer Ikone der damaligen Londoner und New Yorker Schwulenszene, besetzt. Auch die Rolle der Desdemona in der Theaterszene ist – wie es im Elisabethanischen Theater üblich war – ebenfalls mit einem Mann besetzt.
Für Toby Stephens, der 1992 sein Theaterdebüt im Londoner Westend in Molières Tartuffe, Inszenierung Peter Hall, gefeiert hatte, war „Orlando“ auch das Debüt als Filmschauspieler. Er spielt einen kurzen Ausschnitt aus der letzten Szene des 5. Akts der Tragödie Othello von William Shakespeare.
Auch für Toby Jones, der einen Diener spielt, war „Orlando“ das Filmdebüt. Orlandos Tochter wird von Tilda Swintons Nichte Jessica Swinton gespielt.

### Stab
Zuständig für die – trotz des knappen Budgets – opulente Ausstattung des Films waren die Setdesigner Ben van Os und Jan Roelfs, sowie die Kostümbildnerin Sandy Powell. Powell, die mit Orlando ihre erste Oscar-Nominierung erhielt, der außer 14 weiteren Nominierungen noch drei Oscar-Gewinne folgen sollten, setzte, wie die Filmkritikerin der NZZ schreibt, „mit ihren überzeichneten historischen Kostümen die Vorstellungen der Regisseurin meisterhaft um“. Das Charakteristische in der Mode der jeweiligen Epoche wird ironisch zitiert, bzw. verspielt und subtil parodiert.
Auch Ben van Os und Jan Roelfs, die seit 1983 gemeinsam als Setdesigner für das Kino arbeiteten, erhielten eine Oscar-Nominierung.
Sally Potter arbeitete in Orlando zum ersten Mal mit dem russischen Kameramann Alexei Rodionov zusammen, und für Rodionov war es der erste Spielfilm mit einem westlichen Regisseur überhaupt. 2004 drehten Potter und Rodionov zusammen mit Yes und 2017 mit The Party zwei weitere Kinofilme.
Für den Filmschnitt verantwortlich war der französische Editor Hervé Schneid, mit dem Potter über mehrere Wochen eng zusammenarbeitete und „dessen große Sensibiliät in Bezug auf die Ziele des Drehbuchs und des Regisseurs“ sie ausdrücklich lobte. Schneid war auch Editor in Potters Filmen Tango-Fieber (1997) und In stürmischen Zeiten (2000).

### Drehorte
Der Film wurde an verschiedenen Orten in England (Blenheim Palace in Oxfordshire, Hatfield House in Hertfordshire, Hampton Court), in Sankt Petersburg und in Usbekistan gedreht.

### Filmmusik
Die Filmmusik erarbeitete Potter im Studio zusammen mit David Motion. Ausgeführt wurde ihre gemeinsamen Kompositionen durch ein Kammerensemble, bestehend aus Streichern, Trompete, Flügelhorn, Holzbläsern und Cembalo. Die Gitarre und Gitarrenimprovisationen spielte Fred Frith.
„Eliza is the Fairest Queen“ ist eine Ballade von Edward Johnson, der von 1572 bis 1601 in England wirkte. Sie wird von Jimmy Somerville (Falsett) gesungen, als Orlando zum ersten Mal Königin Elisabeth begegnet. Somerville singt ebenfalls „I am coming! I am coming!“, eine Ballade von David Motion und Sally Potter. Die Arie „Where ’ere you Walk“ aus der Oper „Semele“ von Georg Friedrich Händel singt der Countertenor Andrew Watts (* 1967), begleitet von Peter Hayward am Cembalo.
1993 veröffentlichte Varese Sarabande Records eine CD mit der originalen Filmmusik von Potter und Motion, allerdings fehlen auf der CD „Where ’ere you Walk“ und „Eliza is the Fairest Queen“.

## Veröffentlichung
Der Weltpremiere, die am 1. September 1992 auf den Internationalen Filmfestspielen von Venedig stattfand, folgte am 16. September 1992 eine Vorführung auf dem Toronto International Film Festival.
2005 produzierte Arthaus eine deutsch synchronisierte Fassung.
2010 veröffentlichte Sony Pictures eine DVD des Films mit umfangreichem Bonus-Material. Sie enthält ausgewählte Szenen mit Kommentaren von Sally Potter, Dokumentationen der in Russland und in Usbekistan gedrehten Szenen, Ausschnitte aus der Pressekonferenz in Venedig und ein Interview mit Sally Potter anlässlich der Premiere 1992 in Toronto.

## Auszeichnungen
Der Film gewann 15 Filmpreise und wurde für 11 weitere nominiert.
1994 war er in den Kategorien Bestes Szenenbild und Bestes Kostümdesign für einen Oscar nominiert.
Sally Potter erhielt 1992 zwei Preise der Internationalen Filmfestspiele von Venedig und drei Preise (darunter der FIPRESCI-Preis) des Thessaloniki Film Festivals, auf dem auch Tilda Swinton für ihre Darstellung prämiert wurde. Potter gewann 1993 auf dem Sitges Festival Internacional de Cinema de Catalunya den Preis in der Kategorie Bester Film sowie den Golden Space Needle Award des Seattle International Film Festivals und erhielt zudem den Europäischen Filmpreis, für den Tilda Swinton ebenfalls nominiert war, die außerdem 1993 den Donatello gewann.
Der Film selbst war 1994 für den Political Film Society Award für Menschenrechte nominiert. Sally Potter erhielt 1994 eine Nominierung für den Independent Spirit Award in der Kategorie Bester ausländischer Film. Die für die Kostüme verantwortliche Sandy Powell erhielt 1994 den Evening Standard British Film Award und war für den BAFTA Award nominiert, mit dem Morag Ross für das Make-up ausgezeichnet wurde.

## Rezeption

### Kritiken
Roger Ebert schrieb in der Chicago Sun-Times vom 9. Juli 1993, Orlando gehöre zu jenen Filmen, über die man nach dem Sehen reden möchte. Er zeige nicht eine Handlung, sondern eine „Vision der menschlichen Existenz“. Die Regie weise „ruhige Eleganz“ auf.
Das Lexikon des internationalen Films meint, der Film sei eine „mit ästhetischen Bildkompositionen und großer Schauspielkunst gestaltete“ Romanverfilmung und biete ein „ironisch-kritisches Spiegelbild der gesellschaftlichen Vorherrschaft des Mannes und des wachsenden emanzipatorischen Bewußtseins der Frau“. Er sei „in der Veranschaulichung der Woolfschen Mann-Frau-Dialektik gelungener als in der Übernahme der dichterischen Zeitverschachtelungstechnik“.
Bei Rotten Tomatoes erreichte der Film eine Quote von 84 % auf der Grundlage von 58 Filmkritiken.

### Ausstellungen
2012 zeigte das Victoria & Albert Museum in London in seiner von Deborah Nadoolman kuratierten Ausstellung Hollywood Costume Kostüme, die von Quentin Crisp in seiner Rolle als Königin Elisabeth getragen wurden. 2014 wurde die Ausstellung ein zweites Mal im Academy Museum of Motion Pictures in Los Angeles gezeigt.
Im Mai 2019 zeigte die New Yorker Aperture Gallery unter dem Titel Orlando eine von Tilda Swinton kuratierte Fotoausstellung mit rund 60 Fotografien von insgesamt 11 Künstlern. Die Fotografien, von denen einige speziell für diese Show in Auftrag gegeben worden sind, variieren die Themen Identität und Verwandlung im Kontext von Virginia Woolfs Roman und Sally Potters Film.
In der Ausstellung wurden u. a. Arbeiten von Lynn Hershman-Leeson, Mickalene Thomas (* 1971), Elle Pérez (* 1989), Walter Pfeiffer oder Viviane Sassen gezeigt. Die Fotoserie von Collier Schorr (* 1963) dokumentiert die Umwandlung des Models Casil McArthur von einem feminin wirkenden jungen Mann in ein junges Mädchen.
2019/20 übernahm das Literaturhaus München die Ausstellung in leicht modifizierter Form.